# Vernakalant
A vernakalant (INN-név) az akut pitvari fibrilláció megszüntetésére szolgáló gyógyszer. A szívritmuszavar elleni szerek III. osztályába tartozik, bár az osztály többi tagjától némileg eltérnek a tulajdonságai.

## Hatásmód
A vernakalant a többi III. osztályú szerhez hasonlóan gátolja a pitvari kálium-csatornákat, ezáltal meghosszabbítja a szívizom elernyedési idejét. A III. osztályú szerektől eltérően viszont gátolja a kimenő kálium-csatornát, mégpedig a pulzusszám növekedésével együtt növekvő mértékben. Ez azt jelenti, hogy a szer annál hatásosabb, minél gyorsabb a pulzus, míg a többi III. osztályú szer ebben a tartományban már elveszíti a hatékonyságát.
Enyhén gátolja a hERG kálium-csatornát, ezáltal megnöveli a QT-intervallumot (a Q-hullám kezdete és a T-hullám vége közötti időt). Ez elméletileg a kamrai tachychardia veszélyével jár, de a klinikai próbák ezt nem igazolták.
A szer gátolja a pitvari nátrium-csatornákat is.

## Készítmények
Magyarországon:
- Brinavess (intravénás)

## Fordítás
- Ez a szócikk részben vagy egészben  a   Vernakalant című angol Wikipédia-szócikk fordításán alapul.  Az eredeti cikk szerkesztőit annak laptörténete sorolja fel. Ez a jelzés csupán a megfogalmazás eredetét és a szerzői jogokat jelzi, nem szolgál a cikkben szereplő információk forrásmegjelöléseként.